# Lucien Blanvillain
 (avril 2014).
Si vous disposez d'ouvrages ou d'articles de référence ou si vous connaissez des sites web de qualité traitant du thème abordé ici, merci de compléter l'article en donnant les références utiles à sa vérifiabilité et en les liant à la section « Notes et références ».
Lucien Blanvillain, né le 30 octobre 1889 à Nitry, est un des premiers soldats sourds de la Première Guerre mondiale.

## Biographie
Lucien Blanvillain voit le jour le 30 octobre 1889 à Nitry, on ignore comment il est devenu sourd. Il étudie à l'Institut national des jeunes sourds à Paris. Il découvre le métier de cordonnier. À la fin de ses études, il retourne à Nitry et trouve un travail.

## La Première Guerre mondiale
Lucien se voit refuser son incorporation dans l'armée en 1910 en raison de sa surdité. Quand la Première Guerre mondiale éclate, il est appelé devant le conseil de révision de Tonnerre. Plutôt qu'invoquer sa surdité pour être exempté de droit, il insiste pour s'engager dans l'armée comme ouvrier cordonnier. Il a envie de participer à la guerre. Le conseil de révision accepte de l'intégrer dans l'armée. Il est enrôlé dans le 43e régiment d'infanterie coloniale, qui est envoyé dans la zone des combats de la Somme. Lucien travaille dans les services d'intendance, du ravitaillement et comme cordonnier à l'arrière du front. Mais il souhaite toujours aller sur le front. À partir du 22 février 1915, il est affecté au front avec l'accord d'un officier pour surveiller les mouvements de l'ennemi en se postant sur un arbre en un endroit avancé, et pour poser des fils de fer barbelés. Il est tué le 30 septembre 1915 dans un combat sur le plateau de Vimy,. Il est l'un des premiers sourds tués de la première guerre mondiale.

## Sources
- La fiche de Blanvillain Lucien sur l'archive en ligne de la Yonne, 1 R 709 No 1001-1345 1909 page 674
- Lucien Blanvillain, CHS 1.9 dans Cahiers de l'Histoire des Sourds par Bernard Truffaut
- Patrice Gicquel, Il était une fois… les sourds français, Paris, Éditions Books on Demand, 2011, 208 p. (ISBN 978-2-8106-1306-9)